# Kasszópaioszok
A kasszópaioszok ókori epiruszi néptörzs, amely az Akherón bal partjától az ambraciai tengeröbölig terjedő területen lakott. Négy városa volt: Elatria, Pandosia, Bitia és Bucheta. Az utolsó hármat az élisziek alapították. Amikor II. Philipposz makedón uralkodó ezt a három várost a molosszoszok királya, Sándor uralma alá helyezte, alakult egy Kasszópia nevű város, mégpedig a régi városok lakóinak összetelepülése folytán. E városról a legelső értesüléseink i. e. 311-ből származnak. 
A népről Sztrabón, illetve Diodórosz tudósít.